# Sóknardalr
Sóknardalr – debiutancki album norweskiego zespołu viking/blackmetalowego Windir, wydany w 1997 roku za pośrednictwem wytwórni Head Not Found. Tytuł albumu jest staronorweską wersją nazwy miejscowości Sogndal, z której wywodzi się Valfar oraz pozostali muzycy. Album zawiera trzy nagrania, które pojawiły się już na wcześniejszych demach: Mørket sin fyrste oraz Røvhaugane z dema Det Gamle Riket, a także I ei krystallnatt, wcześniej pod nazwą Krystalnatt.

## Lista utworów
1. "Sognariket sine krigarar" – 5:35
2. "Det Som Var Haukareid" – 5:40
3. "Mørket sin fyrste" – 7:26
4. "Sognariket si herskarinne" – 4:17
5. "I ei krystallnatt" – 5:15
6. "Røvhaugane" – 5:32
7. "Likbør" – 8:08
8. "Sóknardalr" – 5:42

## Twórcy
- Valfar - wokale, gitara elektryczna, gitara basowa, keyboard, akordeon

### Muzycy sesyjni
- Steingrim - perkusja
- Steinarson - harmonia

### Produkcja
- Valfar - miks, produkcja, fotografia
- Krohg - miks, logo, artwork
- J. E. Bjork - mastering, design